# ایستگاه لیون
ایستگاه لیون (فرانسوی: Gare de Lyon‎) یا گار دی لیون یکی از شش ایستگاه بزرگ در شهر پاریس، فرانسه است.
این ایستگاه که در سال ۱۸۴۹ تأسیس شده سالانه حدود ۹۰٬۰۰۰٬۰۰۰ مسافر را جابه‌جا می‌کند که سومین ایستگاه شلوغ فرانسه و یکی از شلوغ‌ترین ایستگاه‌های اروپا محسوب میشود.

## نگارخانه

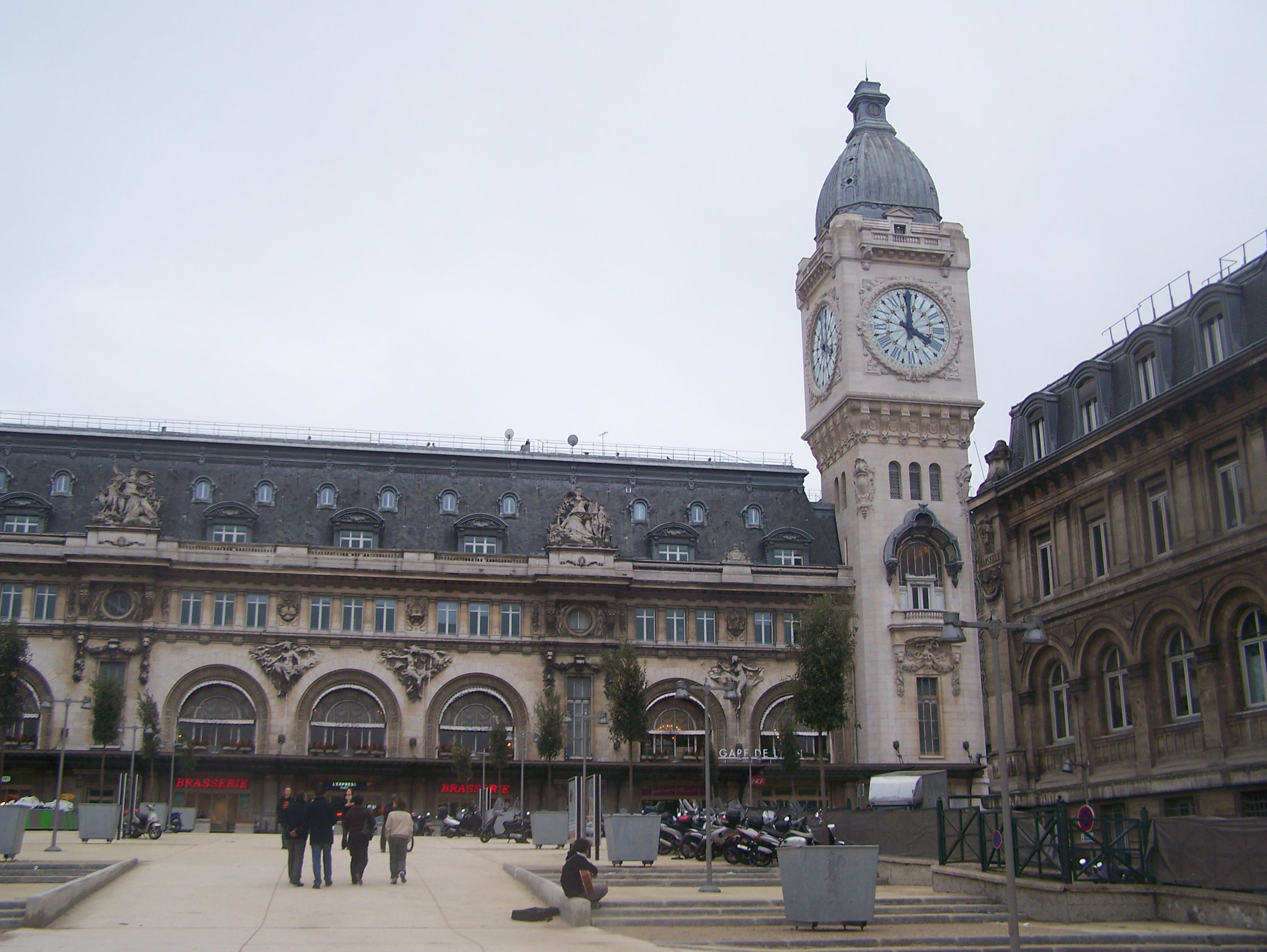
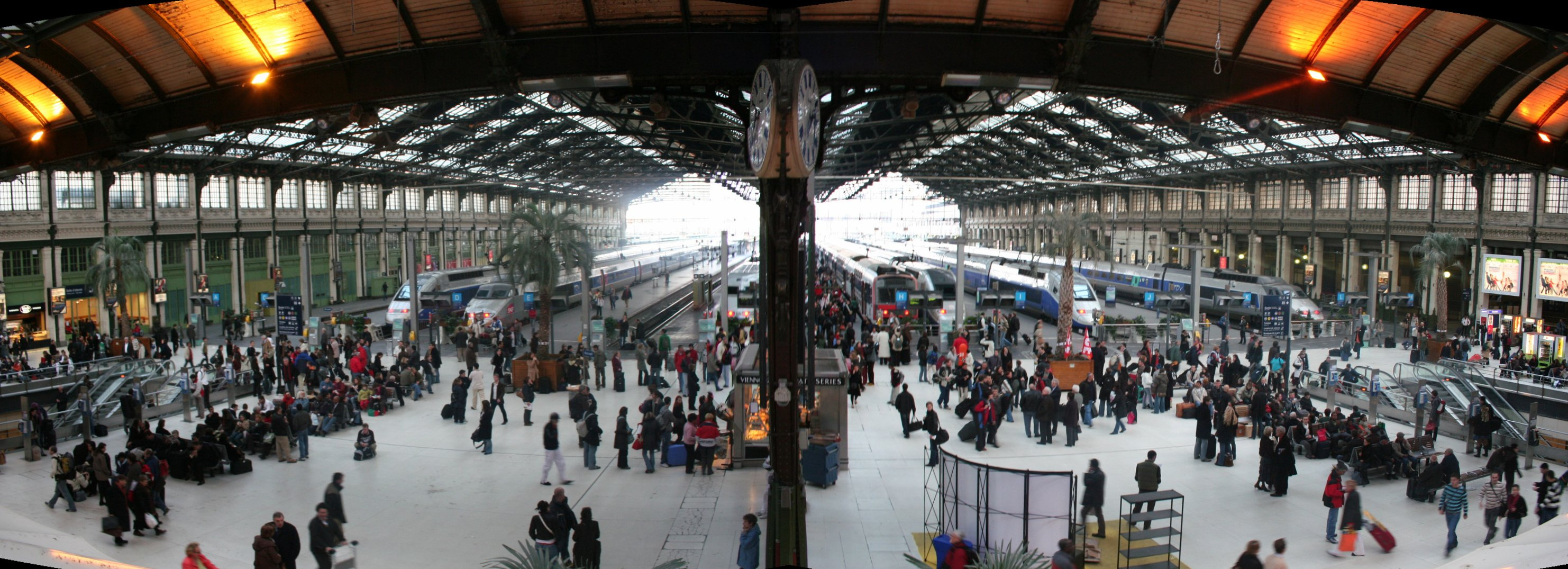
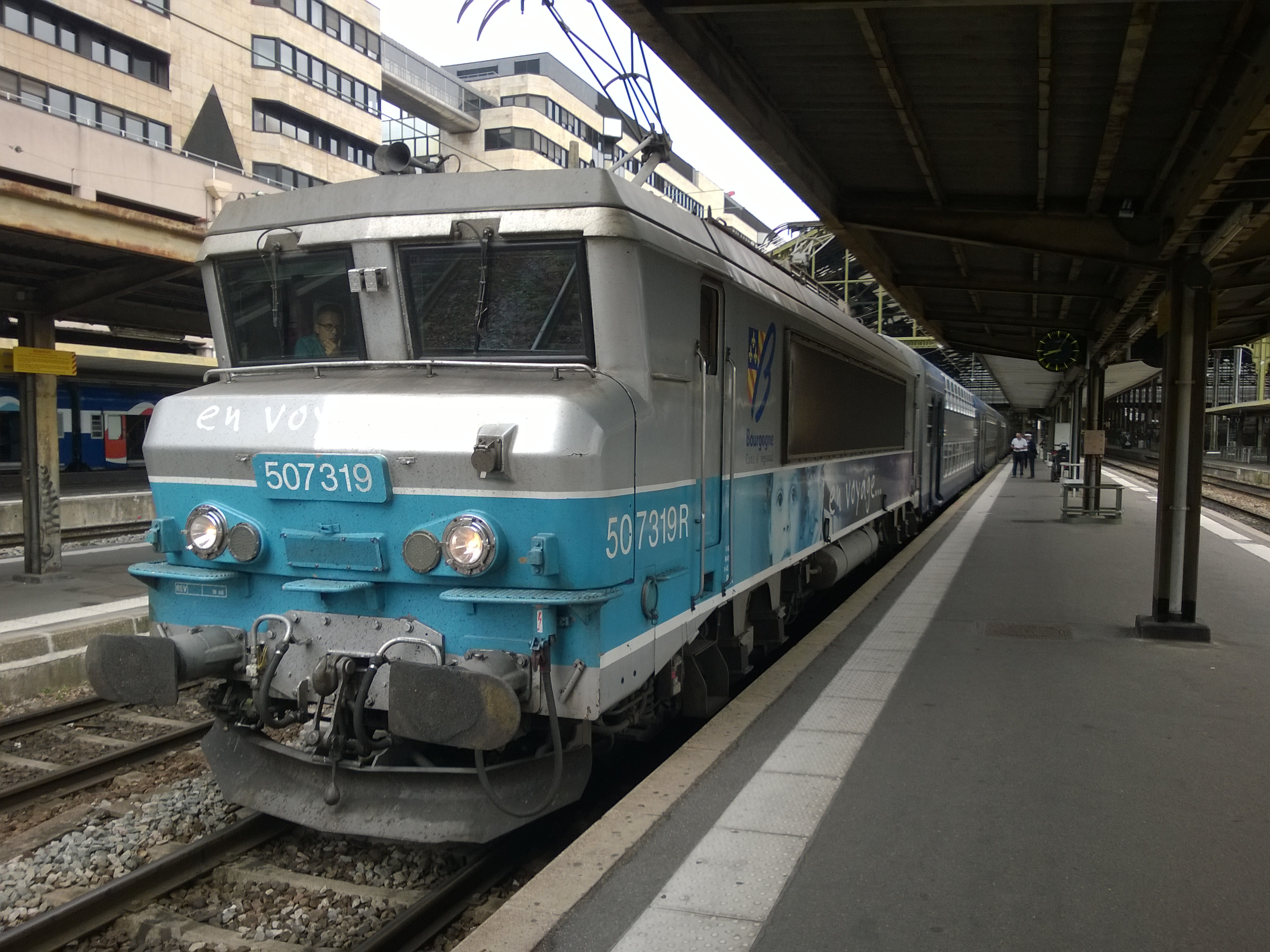
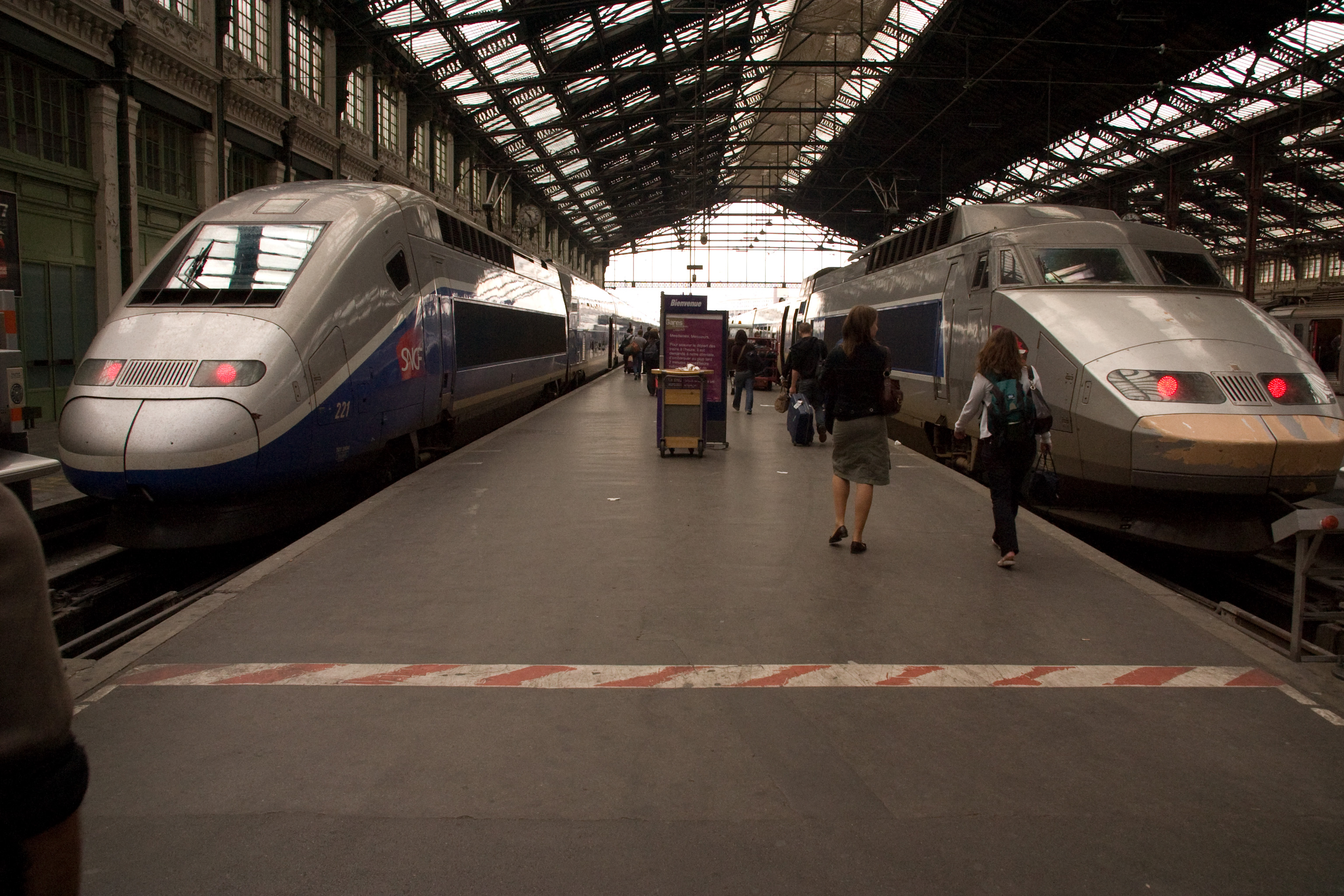